# Donji Dubovik (Krupa na Uni)
Donji Dubovik (szerbül: Доњи Дубовик) szerb falu Bosznia-Hercegovinában, a Szerb Köztársaságban, Krupa na Uni községben.

## Fekvése
Bosznia-Hercegovina nyugati részén, Banja Lukától légvonalban 68, közúton 112 km-re nyugatra, Prijedortól légvonalban 35, közúton 63 km-re délnyugatra fekszik. A Vojskova-patak átfolyik Donji Dubovikon, majd Novi Grad településen Rudicében ömlik bele az Una folyóba. A terület dombos, mérsékelt kontinentális éghajlatú. A lakosság főként mezőgazdasággal és állattenyésztéssel foglalkozik. Itt található az egész község egyetlen iskolája, a "Branko Ćopić" általános iskola.

## Népessége
| Nemzetiségi csoport | Népesség 1991 | Népesség 2013 |
| ------------------- | ------------- | ------------- |
| Szerb               | 337           | 215           |
| Bosnyák             | 0             | 0             |
| Horvát              | 1             | 2             |
| Jugoszláv           | 0             | 0             |
| Egyéb               | 0             | 0             |
| Összesen            | 338           | 217           |

## Története
Dubovik területe a régmúltban is több részre oszlott. A mai Srednji Dubovikot egykor Malićbeg Duboviknak, Mali Dubovikot Alajbeg Duboviknak, Donji Dubovikot pedig az egykori híres harcos, Alibeg Krupić után Alibeg Duboviknak hívták. (A mai Donja Suvaja a Hashimbeg Suhaja, Gornja Suvaja pedig Mahmutbeg Suhaja volt.) Ezeken a helyeken Krupa bégeinek voltak udvarházai, tornyai és csardakjai.
Donji Dubovik, Dubovik Alibegov néven 1878-ig tartozott az Oszmán Birodalomhoz, majd az Osztrák-Magyar Monarchia része lett. Az osztrák-magyar uralom érkezésével szerbek kezdték betelepíteni a Krupa környéki falvakat. Többnyire Likáról érkeztek Podgrmeč területére, és jobbágyként művelték a krupai bégek földjét. Idővel megvették ezeket az ingatlanokat, mert a gazdagabb krupaiak elkezdtek Törökországba költözni, A falvakból úgy távoztak a muszlimok, mintha a végítélet utolsó napja jönne. Tömegesen távoztak, és értéküknél akár 70%-kal olcsóbban adtak el ingatlanokat. A törökök pedig, mint ügyes keleti kufárok, saját céljaikra használták a kivándorlókat: a balkáni határok őrzésére és Bithynia egészségtelen és kietlen pusztáinak lecsapolására. Senkinek sem jutott eszébe segíteni rajtuk a nehéz helyzetükben.
1879-ben az első osztrák-magyar népszámlálás során a faluban 45 házat és 234 ortodox szerb lakost számláltak. 1910-ben Baline Bare, Krupica Kosa és Mraova Kosa településrészekkel 69 háza és 464 ortodox szerb lakosa volt. A monarchia szétesésével 1918-ben előbb a Szerb-Horvát-Szlovén Királyság, majd 1929-től a Jugoszláv Királyság része. 1921-ben a faluban 70 házat és 441 lakost számláltak. 1945-től a település a szocialista Jugoszlávia része volt. A boszniai háború idején a falu szerb félkatonai alakulatok ellenőrzése alatt állt.

## Oktatás
Branko Ćopić általános iskola